# Saray (Abşeron)
Saray è un comune dell'Azerbaigian situato nel distretto di Abşeron.